# Batracomorphus torensis
Batracomorphus torensis är en insektsart som beskrevs av Evans 1972. Batracomorphus torensis ingår i släktet Batracomorphus och familjen dvärgstritar. Inga underarter finns listade i Catalogue of Life.